# Penocrúcio
Penocrúcio (em latim: Pennocrucium) era um assentamento e complexo militar romano-britânico localizado na atual Water Eaton, ao sul de Penkridge, Staffordshire, com indícios de ocupação de meados do século I até o IV.